# Kính vạn hoa (phim truyền hình)
Kính vạn hoa là một bộ phim truyền hình được thực hiện bởi Hãng phim Truyền hình Thành phố Hồ Chí Minh, Đài Truyền hình Thành phố Hồ Chí Minh do Nguyễn Minh Chung và Đỗ Phú Hải làm đạo diễn. Phim được chuyển thể từ bộ truyện cùng tên của nhà văn Nguyễn Nhật Ánh. Phim phát sóng lần đầu vào năm 2005 trên kênh HTV9.

## Nội dung
Kính vạn hoa xoay quanh cuộc sống của nhóm ba người bạn thân với những tính cách trái ngược: Quý "ròm": thông minh, tốt bụng nhưng nhát gan và có phần vô tâm, hơi nóng tính; Tiểu Long khù khờ, giỏi võ; nhỏ Hạnh học giỏi, dịu dàng mà hậu đậu. Mỗi tập phim là một câu chuyện về cuộc sống thường ngày của ba người bạn: nhiều khi hài hước, đôi lúc thót tim hay ộng, nhưng luôn kết thúc với những bài học sâu sắc về tình bạn bè...

## Diễn viên

### Chính
- Quý ròm (Võ Ngọc Trai):[6] Là thần đồng các môn toán, lý và hóa của trường Tự Do (trong các tập mới nhất, nhân vật học lớp 10 ở trường Đức Trí), rất được thầy cô yêu quý. Cùng với nhỏ Hạnh, cậu là một trong 2 bộ óc điện tử của nhóm. Nhiệt tình vì bạn bè, tự trọng cao đến nỗi nhiều khi thành tự ái vặt, lém lỉnh, mồm mép và thỉnh thoảng ba hoa quá trớn, có tài nói phét trơn như bôi mỡ, rất khéo léo trong môn bóng đá dù thể chất yếu, đó là những đặc điểm nổi bật của cậu. Tuy rất tốt, nhưng cậu lại có tính hay nôn nóng, mỗi khi giảng bài cho thằng bạn Tiểu Long khù khờ là quát tháo om sòm, khiến Tiểu Long rất sợ. Nạn nhân thường xuyên của những trò nạt nộ khi giảng bài này là nhỏ Diệp, em cậu, dù thật sự cậu rất thương em. Chân tay gầy khẳng gầy kheo nhưng lúc nào cũng ba hoa chuyện đánh nhau. Dù rất tốt bụng nhưng nhiều khi lại hơi vô tâm. Và ngoài đối với chuyện học hành và thí nghiệm, cậu lại là một đứa trẻ lười biếng, thường xuyên đùn đẩy công việc nhà cho em gái và bà. Ngoài ra, cậu còn rất nhát gan (dù trong đa số trường hợp, tính tò mò của một nhà khoa học và tính tự ái thường lấn át tính nhát gan). Giỏi ảo thuật, mê toán và hóa học, thần tượng nhà ảo thuật đại tài David Copperfield.
- Tiểu Long (Trần Lương Vũ Long):[7] Tên thật là Nguyễn Minh Long. Khi Quý ròm nghe cậu mơ ước trở thành võ sư quốc tế, Quý đã trêu chọc cậu bằng cách đổi tên thành Tiểu Long. Là võ sinh huyền đai đệ nhị đẳng Taekwondo, rất giỏi võ, tay chân cứng như thép nguội, nổi tiếng với môn "thiết đầu công" - đưa đầu ra đỡ đòn của đối thủ. Tuy giỏi võ như vậy nhưng sức học chỉ thuộc loại trung bình yếu, trừ môn thể dục ra thì các môn còn lại đều yếu. Từ sợ học đâm ra sợ thầy cô, hễ thấy thầy cô là cậu tránh đi. Thần tượng diễn viên hành động Lý Tiểu Long, mơ ước sau này trở thành diễn viên võ thuật hoặc võ sư. Tính tình hiền lành, nhường nhịn, điềm đạm, trái ngược hẳn với tính cách nóng như lửa của ông bạn ròm, nhưng lại khá cù lần nên cậu thường bị Quý ròm át giọng và chỉ huy. Sinh ra trong gia đình nghèo nên tính tình giản dị, khiêm tốn, luôn mong muốn đỡ đần cho gia đình, đặc biệt rất thương nhỏ Oanh - em gái mình. Tuy cù lần nhưng đôi khi nhờ phương châm "chậm mà chắc", lại giúp cả bọn giải quyết vấn đề
- Nhỏ Hạnh (Võ Lê Anh Đào, phần 1-2) (Kim Anh, phần 3):[7] Là người con gái duy nhất trong nhóm. Có "bộ óc điện tử" còn vượt trội hơn Quý ròm, học giỏi đều các môn học chứ không chỉ Toán,Lý và Hóa như Quý ròm. Tính tình dịu dàng, kiên nhẫn, tốt bụng, điềm đạm, ham học và đọc rất nhiều sách, nên thông thái đến mức được mệnh danh là "bộ từ điển biết đi". Tuy nhiên tay chân lại rất vụng về. Rất mê món bò viên, nên thường bị Quý ròm đem ra trêu chọc. Mê bò viên đến nỗi mơ ước sau này sẽ đi bán hủ tiếu bò viên, ước mơ kỳ quái đến mức ai nghe cũng phải lắc đầu. Cô nhát gan thậm chí có phần hơn Quý ròm, và rất được thầy cô trong trường yêu quý. Đã từng dạy kèm cho Tiểu Long. Là nhân vật duy nhất gọi tên thật của Tiểu Long. Luôn là người tìm ra các chiêu thức trong những trò ảo thuật của Quý ròm

### Phụ
- Văn Châu (Ngọc Ngân: phần 1-2) (Thu Hiền: phần 3): Bạn của Tiểu Long. Là con gái nhưng hình dáng, ăn mặc, tính cách, sở thích đều giống con trai; là một cao thủ Judo, giỏi võ ngang ngửa Tiểu Long. Dù là con nhà giàu nhưng tính tình lại giản dị, bộc trực, chân thành và tốt bụng, tuy nhiên hơi ngang ngạnh. Tuy bị ba mẹ cấm cửa nhưng vẫn tìm cách chơi với nhóm Quý "ròm". Rất yêu quý người ông bị lòa của mình.
- Nhỏ Diệp (Angela Phương Trinh: phần 1-2) (Phương Trang: phần 3): Em gái Quý "ròm", tính tình tinh quái không thua gì ông anh mình. Tốt bụng và dễ thương, nhưng nhiều khi lại hay khóc, nhất là khi bị ông anh quát mắng và cốc đầu trong lúc giảng bài. Dù thường gây gổ với ông anh nhưng cũng rất thương anh mình.
- Nhỏ Oanh (Kim Thanh: phần 1-2) (Phương Oanh: phần 3): Em gái Tiểu Long. Cũng như anh mình, cô bé chững chạc hẳn so với tuổi của mình. Rất ngoan và rất thương anh mình. Tuy nhiên, do chơi thân với nhỏ Diệp lâu nên đôi lúc cũng bị nhiễm tính lém lỉnh và nhõng nhẽo của bạn.
- Mạnh (Phạm Huy Anh): Em họ của Quý "ròm", sống ở Vũng Tàu với mẹ, có "máu" trinh thám.
- Tùng (Duy Linh: chỉ xuất hiện trong phần 1-2) (Minh Thi: phần 3): Em trai nhỏ Hạnh, hay nóng tính, có "máu" hình sự.
- Lượm (Quý Tín): Em họ của Tiểu Long, sống cùng với ông nội và ba mẹ dưới quê (cùng nơi với Dế Lửa). Tính nhát gan, mê tín xen kẽ sự lém lỉnh và thông minh khác hẳn ông anh họ của mình.
- Tắc Kè Bông (Hữu Luân): Cũng là họ hàng xa với Tiểu Long. Hiếu động và thường hay bắt nạt mọi người chẳng khác gì Dế Lửa nhưng lại có phần lép vế hơn. Trong phim Tắc Kè Bông chỉ xuất hiện trong phần 1, ở phần 2 Tắc Kè Bông được kể là đi học ở trên tỉnh.
- Dế Lửa (Nhất Thành): Bạn của Long và Quý "ròm" ở dưới quê, vốn là một người hiếu động, cả tin và háo danh, cậu đã từng tự xưng mình là "Thủ Lĩnh Xóm Trên" và thường hay bắt nạt trẻ con trong làng nhưng không vì vậy mà Dế Lửa bị mọi người căm ghét vì cậu cũng không kém phần tốt bụng, lém lỉnh và thậm chí là nhát gan.
- Qưới Lương (Quốc Toản: phần 1-2) (Hoàng Phi: phần 3)
- Hải "quắn" (Hiền Tuấn: phần 1-2) (Hứa Minh Đạt: phần 3)
- Tần "ghẻ" (Nguyễn Đỗ Anh Tuấn: phần 2) (Noo Phước Thịnh: phần 3): Là tổ trưởng của nhóm Quý "ròm", Tiểu Long, Hạnh, rất tốt bụng với bạn bè nhưng lại hay cẩn thận, lo xa.
- Dưỡng (Nam Cường): bạn thân của Tần “ghẻ”, rất thích ca hát (đặc biệt là các bài dân ca), nhưng do giọng ca không được kiềm chế nên được miêu tả là "có sức công phá như bom nguyên tử".
- Hiền Hòa (phần 2: Quỳnh Như, phần 3: Yumi Dương): Thường bị thầy cô gọi nhầm với nhân vật Hiển Hoa. Là người có giọng ca hay nên được mệnh danh là hoạ mi trong "Tam ca áo trắng".
- Anh Phong (Quách Khoa Nam): Là trưởng nhóm của nhóm khảo sát Mèo Rừng ở Vũng Tàu.
- Lâm (Thanh Sang, phần 1-2) (Chí Cương, phần 3)
- Quỳnh Như (Quỳnh Như) Một người bạn học chung lớp với nhóm Quý "ròm", xuất hiện trong tập Gia sư.
- Quỳnh Dao (Thu Ngân): Em gái của Quỳnh Như.
- Cô giáo Trinh (Hồng Ánh): cô giáo chủ nhiệm của nhóm Quý "ròm".
- Thành "Đô Rê Mon": Bạn học cùng lớp với Quý "ròm".
- Ông  tổ trưởng tổ dân phố (Mạc Can)
- Cô Minh (Lương Mỹ)
- Mẹ Hưng Sún (Mỹ Dung)
- Ba Văn Châu (Kiến An)
- Cẩm Vân (Kim Anh)
- Bá (Lê Nguyễn Tuấn Anh)
- Tường (Nguyễn Việt Tiến)

Cùng một số diễn viên khác....

## Ca khúc trong phim
Bài hát trong phim là ca khúc "Đón ánh mặt trời" do Trần Thanh Tùng sáng tác và Bích Ngân thể hiện.

## Thay đổi so với tác phẩm
- Trong tập 1 (Ông thầy nóng tính) và tập 2 (Những con gấu bông) của phim đã có thêm một cảnh Quý "ròm" biểu diễn ảo thuật vốn được lấy từ tập truyện Nhà ảo thuật (tập này không được chuyển thể thành phim).
- Trong tập 3 (Bắt đền cánh diều) của phim đã sửa lại nguyên tác tập truyện Bắt đền hoa sứ.
- Trong tập 18 (Mười lăm ngọn nến) đã có sự thay đổi so với truyện đó là tình tiết nhân vật được tổ chức sinh nhật là Hoa (trong truyện nhân vật được tổ chức sinh nhật là Tần)
- Trong truyện, Lang thang trong rừng (tập 8) và Kho báu dưới hồ (tập 23) được viết liền mạch. Tuy nhiên, do trong phim 2 tập được sản xuất ở thời điểm khác nhau, Kho báu dưới hồ sau đó đã được xây dựng một cốt truyện độc lập riêng và diễn viên cũng có sự thay đổi.
- Trong phần 3, do hầu hết các diễn viên đều ở độ tuổi thành niên (từ 20 trở lên), các nhân vật đã được thay đổi để học lớp 12 thay vì học lớp 8-9 như trong truyện.

## Sản xuất
Khi quay phim, đoàn làm phim đã gặp không ít khó khăn như các diễn viên lớn quá nhanh và phải di chuyển liên tục từ Thủ Đức rồi đến Vũng Tàu và lên Đà Lạt. Các diễn viên do chủ yếu ở trong độ tuổi thiếu niên nên phải thường xuyên thay đổi diễn viên như: Anh Đào phải đi du học nên thay bằng Kim Anh, Tùng em trai của Hạnh, cũng phải tìm một diễn viên mới, do diễn viên đóng vai cậu bé Tùng đã lớn nhanh như thổi, ra dáng một chàng nam nhi trưởng thành.
Hậu trường phần 3 cũng có một số thay đổi nhỏ so với phần 1 và 2 đó là việc đạo diễn Đỗ Phú Hải sẽ thay cho đạo diễn Nguyễn Minh Chung tiếp tục sản xuất bộ phim. Các nhân vật trong phần 3 (làm năm 2008) cũng lớn hơn lên theo các diễn viên so với phần 1 làm năm 2004 và phần 2 năm 2006.

## Phát hành
Trước khi lên sóng, ngày 1 tháng 7 năm 2007, phần 2 bộ phim cũng được tung ra thị trường dưới dạng DVD và VCD với số lượng 4.000 bộ (2.000 bộ DVD và 2.000 bộ VCD, mỗi bộ gồm năm đĩa) do Hãng phim Phương Nam mua bản quyền và phát hành. Từ cơn sốt vào mùa hè 2005, bộ DVD phần 1 phát hành vào tháng 5-2006 đã bán được gần 2.000 bộ chỉ sau một tháng.
Để đáp ứng nhu cầu được xem sớm và liên tục của khán giả nhỏ tuổi, hãng đã quyết định tung 4.000 bộ (gồm 5 DVD) của phần 2 ra thị trường vào ngày 24/6. Trong khi đó, đến 24/7 phim mới được phát sóng. 

## Giải thưởng
| Năm  | Giải thưởng   | Hạng mục                  | (Người) đề cử     | Kết quả   | Tham khảo |
| ---- | ------------- | ------------------------- | ----------------- | --------- | --------- |
| 2005 | Giải Mai Vàng | Đạo diễn phim truyền hình | Nguyễn Minh Chung | Đoạt giải | [ 10 ]    |